# Reichshof
Reichshof is een gemeente in de Duitse deelstaat Noordrijn-Westfalen, gelegen in het Oberbergischer Kreis. De gemeente telt 18.503 inwoners (31 december 2020) op een oppervlakte van 114,66 km².

## Plaatsen in de gemeente Reichshof
Aggermühle, Allenbach, Allinghausen, Alpe, Berghausen, Bieshausen, Blankenbach, Blasseifen, Blockhaus, Borner, Branscheid, Breidenbach, Brüchermühle, Buchen, Burgmühle, Denklingen, Dorn, Dreschhausen, Dreslingen, Drespe, Eckenhagen, Eiershagen, Eichholz (Denklingen), Eichholz (Eckenhagen), Erdingen, Ersbach, Eueln, Fahrenberg, Feld, Feldermühle, Freckhausen, Grünschlade, Grunewald, Hähnen (Denklingen), Hähnen (Eckenhagen), Hahn, Hahnbuche, Hahnenseifen, Halsterbach, Hamig, Hardt, Hasbach, Hasenbach, Hassel, Hecke, Heidberg, Heide, Heienbach, Heikausen, Heischeid, Heseln, Hespert, Hundhausen, Hunsheim, Kalbertal, Kamp, Komp (Denklingen), Komp (Eckenhagen), Konradshof, Laienschlade, Lepperhof, Löffelsterz, Lüsberg, Meiswinkel, Mennkausen, Mittelagger, Mühlenschlade, Müllerheide, Nebelseifen, Nespen, Neumühle, Niedersteimel, Nosbach, Nothausen, Oberagger, Obersteimel,- Oberwehnrath, Odenspiel, Ösingen, Ohlhagen, Pettseifen, Pochwerk, Elsterschlade, Schalenbach, Schemmerhausen, Schmittseifen, Schneppenberg, Schneppenhurth, Schönenbach, Singelbert, Sinspert, Sotterbach, Stein, Sterzenbach, Tillkausen, Ulbert, Volkenrath, Wald, Wehnrath, Welpe, Wiedenhof, Wiehl, Wildberg, Wildbergerhütte, Windfus, Wolfkammer, Wolfseifen, en Zimmerseifen.

## Afbeeldingen

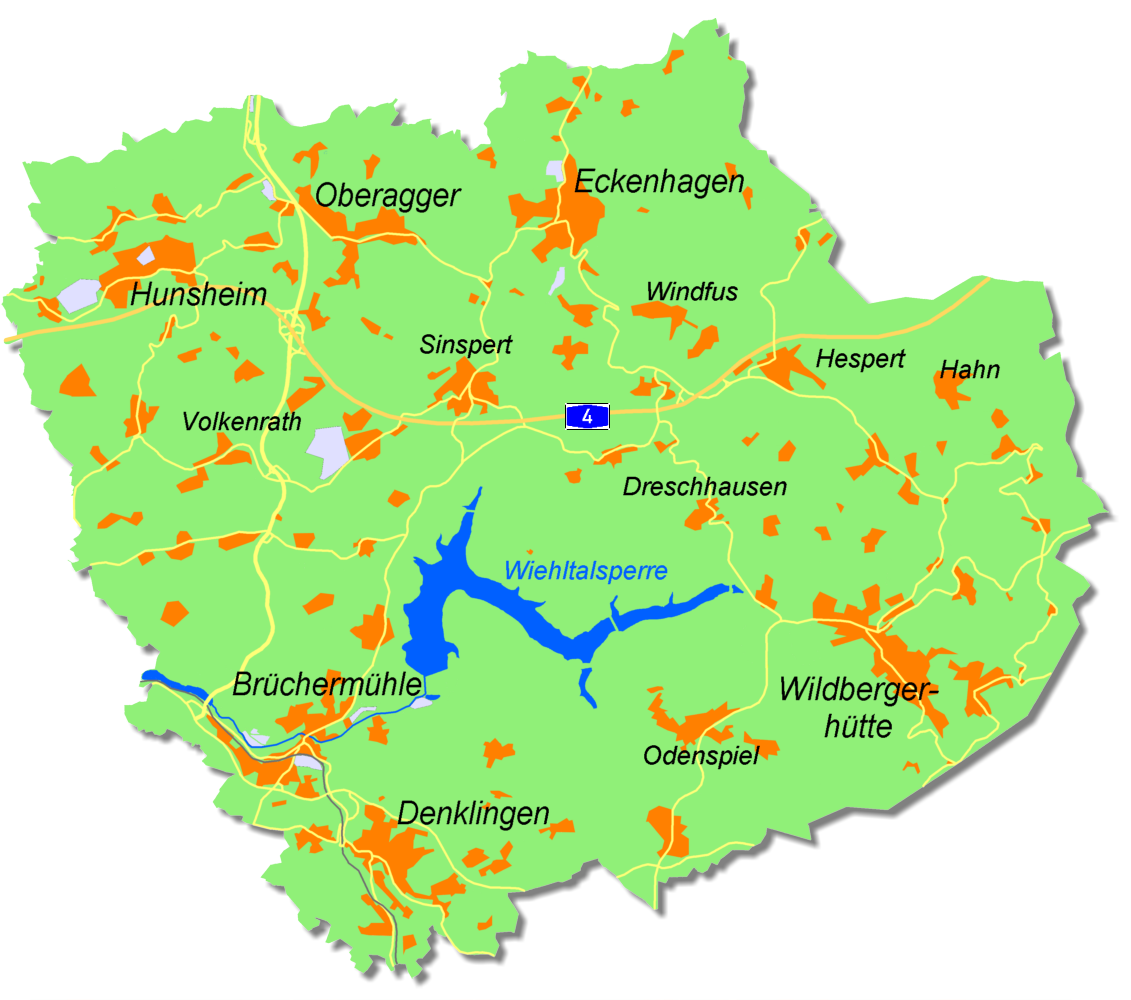
Grootste Ortsteile van Reichshof
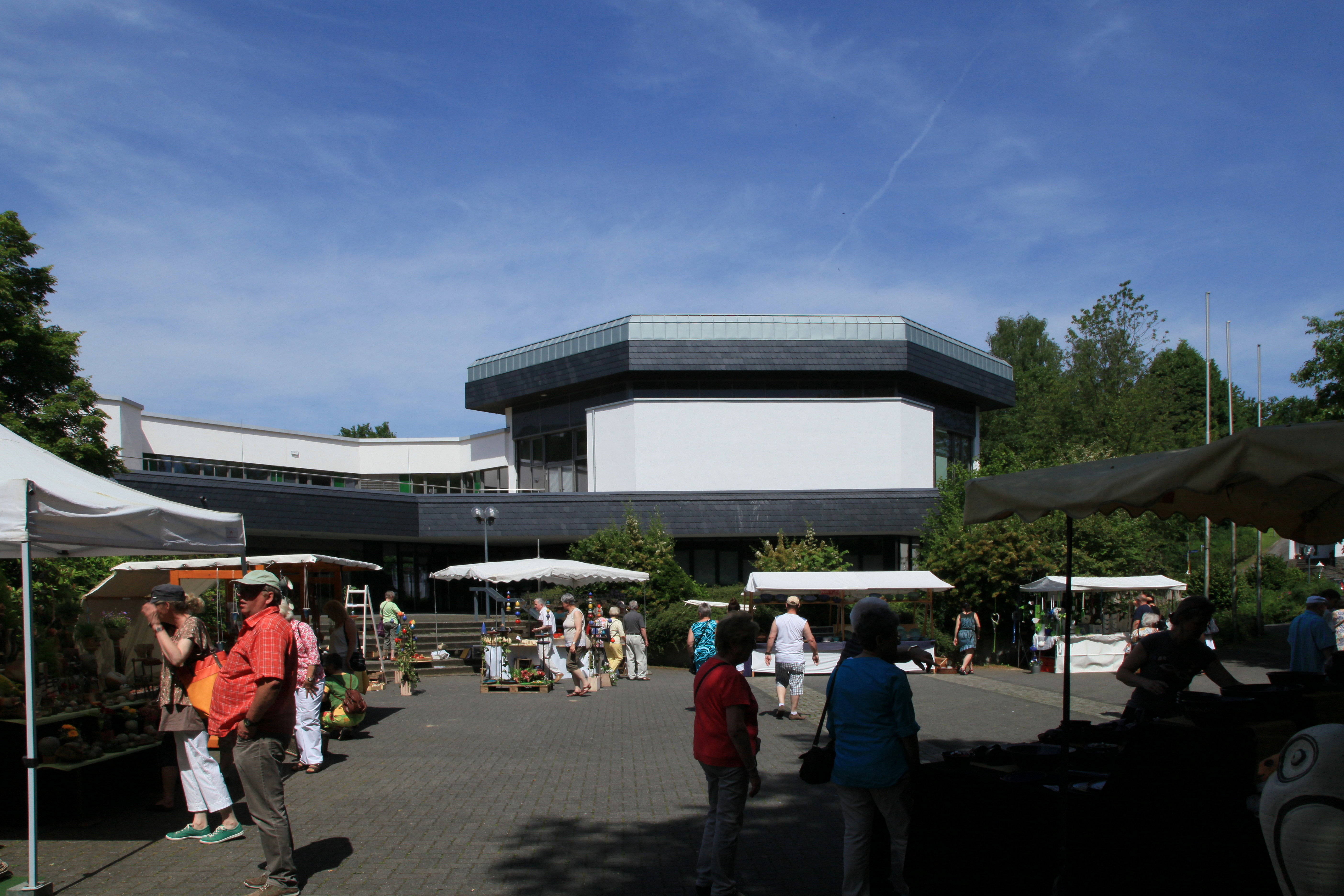
Gemeentehuis in Ortsteil Denklingen
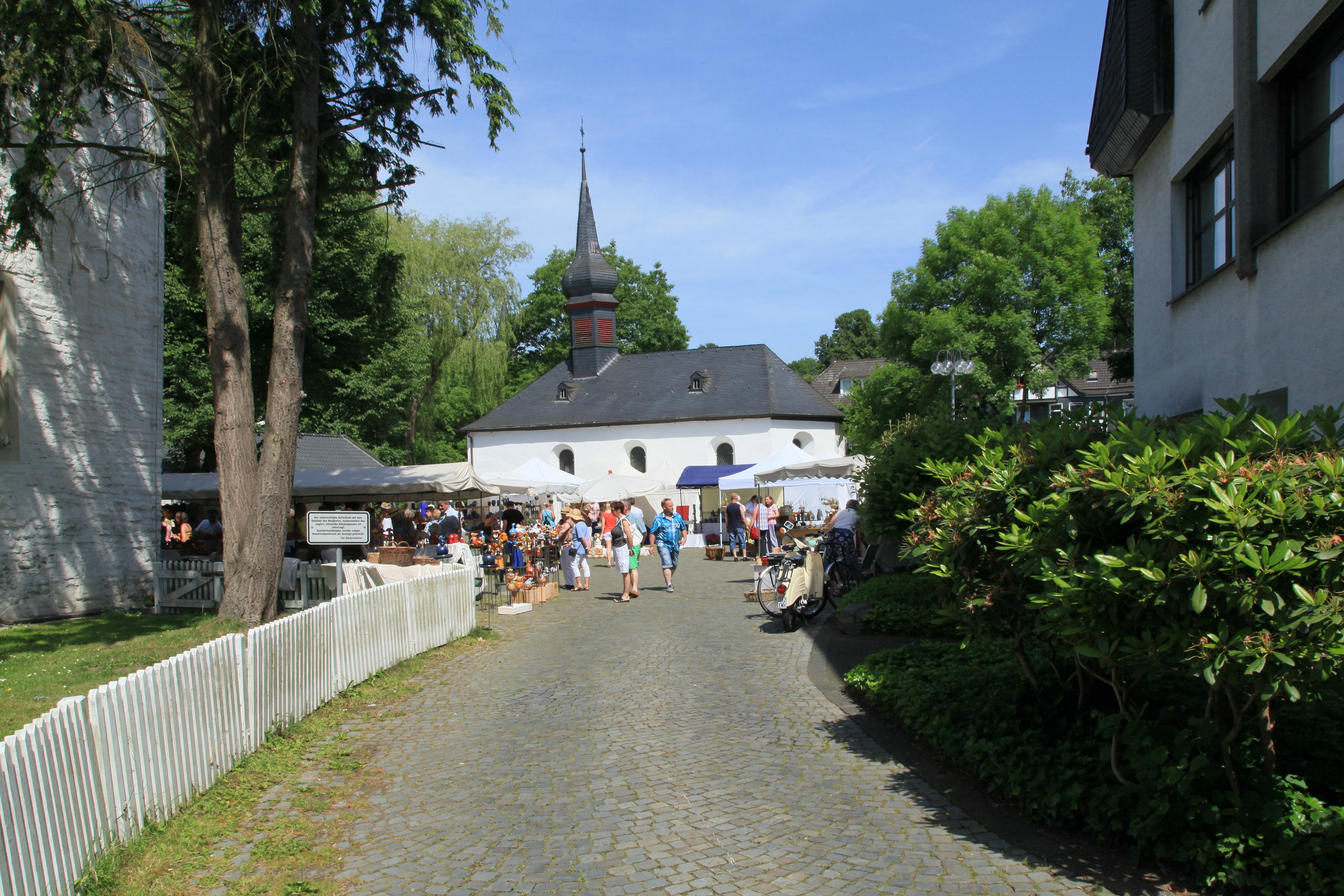
Burgplatz met Antoniuskapelle in Denklingen

Bergneustadt · Engelskirchen · Gummersbach · Hückeswagen · Lindlar · Marienheide · Morsbach · Nümbrecht · Radevormwald · Reichshof · Waldbröl · Wiehl · Wipperfürth